# Ceraphron masneri
Ceraphron masneri är en stekelart som beskrevs av Paul Dessart 1963. Ceraphron masneri ingår i släktet Ceraphron och familjen pysslingsteklar. Inga underarter finns listade i Catalogue of Life.